# УЛІПО
УЛІПО́ (фр. Oulipo , скорочення від OU vroir de Li ttérature PO tentielle — майстерня потенційної літератури) — об'єднання письменників і математиків, що мало на меті наукове дослідження потенційних можливостей мови шляхом вивчення відомих і створення нових штучних літературних обмежень, під якими розуміються будь-які формальні вимоги до художнього тексту (наприклад, певний віршований Розмір або відмова від використання певних літер у тексті). Засноване у Парижі в 1960 році математиком Франсуа Ле Ліонне і письменником Ремоном Кено. Серед найвідоміших учасників об'єднання — літератори Жорж Перек, Італо Кальвіно, Жак Рубо, художник Марсель Дюшан.

## Члени УЛІПО

### Засновники
Засновниками УЛІПО були інтелектуали різного спрямування: письменники, математики, університетські професори, інженери й так звані патафізики.
- Ноель Арно (Noël Arnaud)
- Валері Бодуен (Valérie Beaudoin)
- Жак Бан (Jacques Bens)
- Клод Берж (Claude Berge)
- Жак Дюшато (Jacques Duchateau)
- Анн Гаррета (Anne Garréta)
- Мішель Грандо (Michelle Grangaud)
- Латіс Latis (Emmanuel Peillet)
- Франсуа Ле Ліонне (François Le Lionnais)
- Жан Лекюр (Jean Lescure)
- Мішель Метай (Michèle Métail)
- Ремон Кено (Raymond Queneau)
- Жак Кеваль (Jean Queval)
- Альбер-Марі Шмідт (Albert-Marie Schmidt)

### Члени УЛІПО на 2009 рік
Члени УЛІПО залишаються ними навіть після смерті.
- Ноель Арно / Noël Arnaud †
- Валері Бодуен / Valérie Beaudouin
- Марсель Бенабу / Marcel Bénabou
- Жак Бан / Jacques Bens †
- Клод Берж / Claude Berge †
- Андре Блав'є / André Blavier †
- Поль Блаффор / Paul Braffort
- Італо Кальвіно / Italo Calvino †
- Франсуа Карадек / François Caradec †
- Бернар Серкіліні / Bernard Cerquiglini
- Росс Чемберз / Ross Chambers
- Стенлі Чепмен / Stanley Chapman †
- Марсель Дюшан / Marcel Duchamp †
- Жак Дюшато / Jacques Duchateau
- Люк Етьєн Перен / Luc Etienne Périn †
- Фредерік Форт / Frédéric Forte
- Поль Фурнель / Paul Fournel
- Анн Ф. Ґаррета / Anne F. Garréta
- Мішель Ґранґо / Michelle Grangaud
- Жак Жуе / Jacques Jouet
- Латіс (Емануель Пеє) / Latis (Emmanuel Peillet) †
- Франсуа Ле Ліонне / François Le Lionnais †
- Ерве Ле Телльє / Hervé Le Tellier
- Жан Лескюр / Jean Lescure †
- Даніель Левен Бекер / Daniel Levin Becker
- Гаррі Мефюз / Harry Mathews
- Мішель Метай / Michèle Métail
- Іан Монк / Ian Monk
- Оскар Пастіор / Oskar Pastior †
- Жорж Перек / Georges Perec †
- Ремон Кено / Raymond Queneau †
- Жан Кеваль / Jean Queval †
- П'єр Розенстіль / Pierre Rosenstiehl
- Жак Рубо / Jacques Roubaud
- Олів'є Салон / Olivier Salon
- Альбер-Марі Шмідт / Albert-Marie Schmidt †

## Найвідоміші книжки УЛІПО
Жорж Перек (Georges Perec) :
- La Vie mode d'emploi , Hachette Poche
- La Disparition , Denoël
- Les Revenentes , Julliard
- Penser / Classer , Hachette
- Je me souviens… , Hachette

Ремон Кено (Raymond Queneau) :
- Exercices de style , Folio
- Cent Mille Milliards de Poèmes , Gallimard
- Bâtons, chiffres et lettres , Gallimard

Італо Кальвіно (Italo Calvino) :
- Le Château des destins croisés , Point-Seuil
- Si par une nuit d'hiver un voyageur , Le Seuil.

Жак Рубо (Jacques Roubaud) :
- La Belle Hortense , Seuil Points.
- Quelque chose noir , Gallimard.

Жак Жуе (Jacques Jouet) :
- Romillats , Seghers.

Поль Фурнель (Paul Fournel) :
- Toi qui connais du monde , Gallimard.

Жорж Перек, Гаррі Мефюз, Оскар Пастіор (Georges Perec, Harry Mathews, Oskar Pastior) :
- 35 варіацій на тему Марселя Пруста ( 35 Variations sur un thème de Marcel Proust ), Le Castor Astral.

Ерве Ле Телльє (Hervé Le Tellier) :
- Злодій ностальгії ( Le Voleur de nostalgie ), Seghers, Le Castor Astral.
- Аномалія  (L'anomalie), 2020

Мішель Ґранґо (Michelle Grangaud) :
 Etat-civil , P.O.L.
Іан Монк (Ian Monk) :
- Plouk town , Cambourakis.

Анн Ґаррета (Anne F. Garréta) :
- La décomposition , Grasset.

Фредерік Форт Frédéric Forte :
- Opéras-minute , Théâtre Typographique.